# Майстер Часослова Бусіко

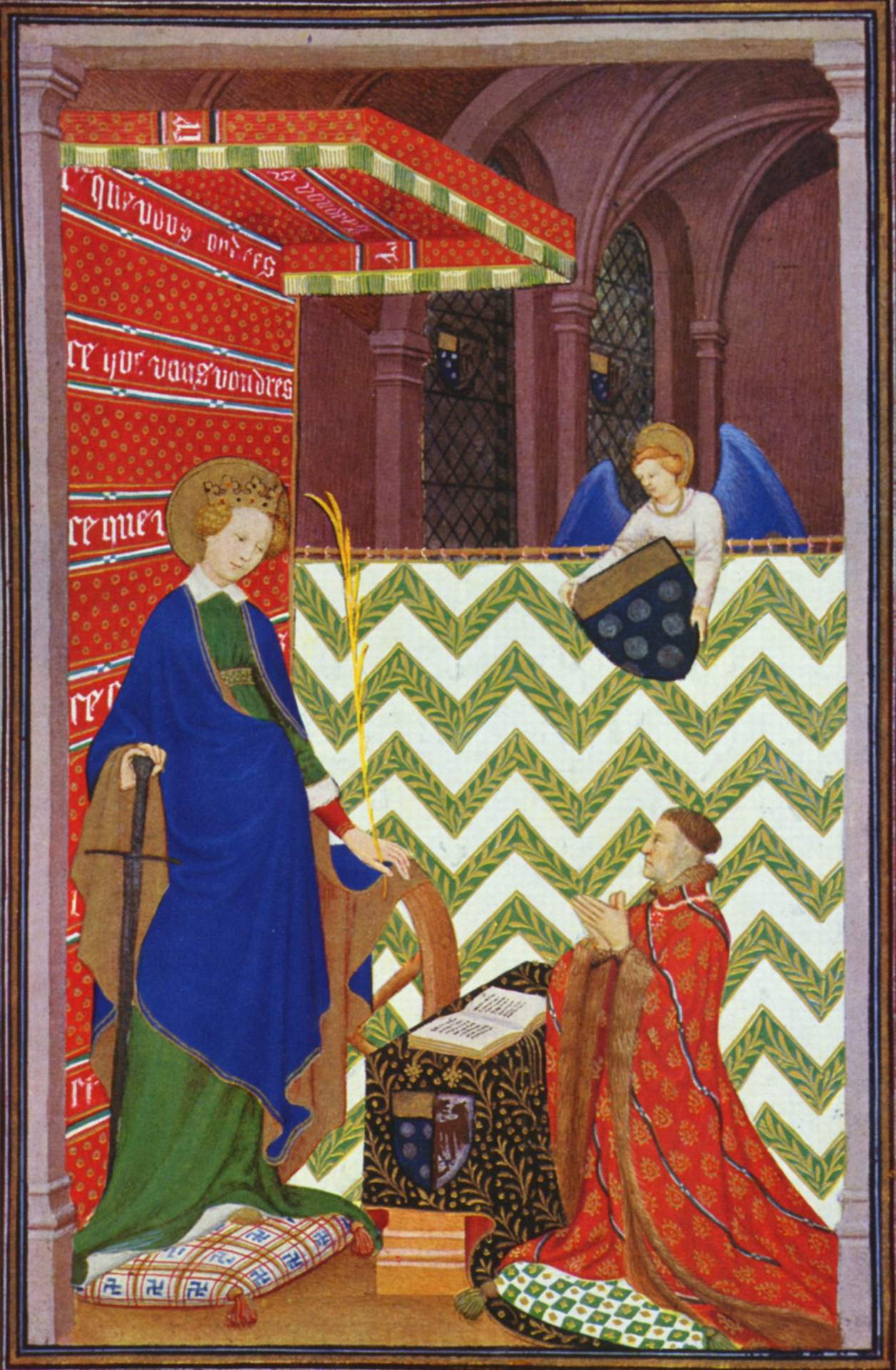
Часослов маршала Бусіко. Маршал Бусіко молиться до святої Катерини.

Майстер Часослова Бусіко або Майстер маршала Бусіко — умовне ім'я анонімного французького чи фламандського художника XV століття, роботи якого були створені в Парижі між 1405 та 1420 роками. Умовне ім'я виникло на честь часослова, що належав маршалу Франції Жанові Ле Менгр де Буссіко й був ілюмінований у 1410–1415 роках.
Зацікавлення природою та інновативні світлові ефекти Майстра Часослова Бусіко роблять його одним з попередників таких видатних митців як Ян ван Ейк та Жан Фуке. Деякі дослідники робили припущення про те, що майстер Часослова Бусіко був фламандським архітектором та ілюстратором книжок Якобом Куне, що в 1398–1404 роках працював у Парижі і Мілані. Майстер Часослова Бусіко часто працював разом з так званим майстром Часослова Бедфорда.